# Mae Kut

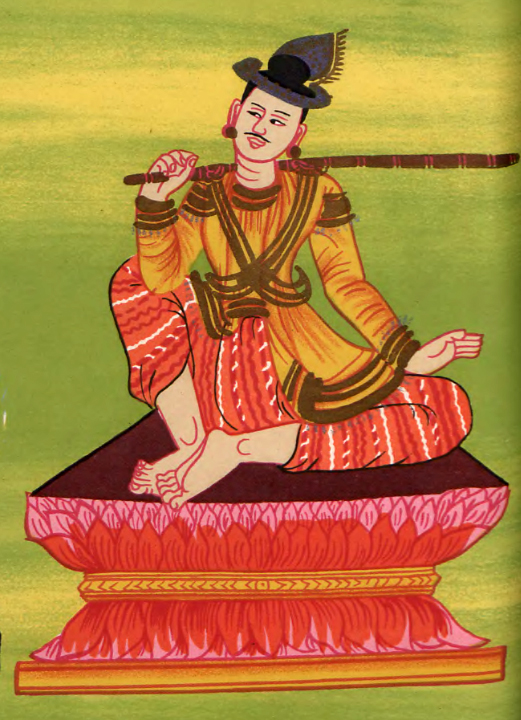
König Mae Kut

Thao Mae Kut oder Mae Ku (Yun Bayin Mekuti, Thai: พระเจ้าเมกุฏิสุทธิวงศ์, Birman.: ယွန်းဘုရင်; † 1564 in Chiang Mai) war zwischen 1551 und 1564 König des laotischen Königreiches Lan Na im heutigen Nord-Thailand.
1551 erschien der Herrscher des Reiches Phrae vor Chiang Mai und konnte die Stadt einnehmen. Er wurde nach zwei Monaten wieder vertrieben, und kurz darauf kehrte der ehemalige König Setthathirath zurück, allerdings nur, um die Regentschaft seiner Frau Chaofa Nying Dharmadevi (Ton Thip) zu übergeben.
Die Adligen von Chiang Mai suchten nach einem geeigneten männlichen Thronanwärter und fanden den in Mae Kut, der als direkter Nachfahre des Königs Mengrai galt, dem Gründer des Reiches Lan Na. Mae Kut akzeptierte das Angebot und bestieg den Thron, doch waren die regionalen Konflikte damit nicht erledigt. Er musste der Bevölkerung eine hohe Steuerlast aufbürden, um die Kämpfe zu finanzieren.
1557 tauchte eine neue Bedrohung auf: König Bayinnaung von Birma mit seiner gewaltigen Streitmacht, der im Zuge der Niederschlagung der Shan nach 45-tägigem Marsch durch die Berge auch gleich Chiang Mai einnahm. Lan Na war nun ein Vasallenstaat Birmas, doch beließ Bayinnaung Mae Kut auf dem Thron von Lan Na gegen die Zahlung von Tribut in Form von Elefanten, Pferden und Seide. Eine birmanische Garnison und Geiseln aus der Königsfamilie, die nach Hongsawadi geschafft werden, garantierten die Souveränität Birmas über Lan Na. Gleichzeitig wirkte Lan Na als Grenzgebiet gegen Lan Xang und Siam.
Mae Kut starb 1564 in Chiang Mai.